# Popoluca de la Sierra
Le popoluca de la Sierra, aussi appelé soteapanèque, zoque de Soteapan ou popoluca des hauts-plateaux, est une langue zoque parlée dans l’État de Veracruz au Mexique.

## Écriture
Deux orthographes popoluca de la Sierra ont été développées, une par la Société internationale de linguistique et une autre par l’Academia Veracruzana de las Lenguas Indígenas.
| a | b  | ch | d | dy | e | g | i  | ɨ  | j | k | l | m | n |
| ñ | ng | o  | p | r  | s | t | ts | ty | u | w | x | y | ' |

Avec l’orthographe de l’AVELI, les voyelles longues sont représentées en doublant la lettre, le coup de glotte est représenté par l’apostrophe.
| a | b | c | ch | d | d́ | e | i | ɨ  | j | k | l | m | n | ñ |
| ŋ | o | p | q  | r | s | t | t́ | ts | u | w | x | y | z |   |

Avec l’orthographe de la SIL, les voyelles longues sont représentées avec un macron souscrit sous la lettre et la coupe de glotte est indiqué avec l’accent aigu sur la voyelle qui le précède, excepté lorsqu’il est entre deux voyelles ou en fin de mot.
| AVELI   | SIL    | sens         |
| ------- | ------ | ------------ |
| dya'    | d́a     | non          |
| kiiñi   | qui̱ñi  | narine       |
| ko'ong  | cooŋ   | panier       |
| ipa'tpa | ipátpa | rencontrer   |
| jaama   | ja̱ma   | soleil, jour |
| nɨ'     | nɨ     | eau          |
| pa'ak   | paac   | doux         |
| pook    | po̱c    | tige de maïs |
| pok     | poc    | calebasse    |
| tyaka   | t́aca   | petit poulet |